# Chaudeyrac
 Chaudeyrac  es una población y comuna francesa, situada en la región de Languedoc-Rosellón, departamento de Lozère, en el distrito de Mende y cantón de Châteauneuf-de-Randon.

## Demografía
| 438 | 414 | 327 | 296 | 235 | 263 |
| Para los censos de 1962 a 1999 la población legal corresponde a la población sin duplicidades (Fuente: INSEE [Consultar]) |     |     |     |     |     |